# Christoffer Rambo
Christoffer Rambo, norveški rokometaš, * 18. november 1989.
Leta 2010 je na evropskem rokometnem prvenstvu s norveško reprezentanco osvojil 7. mesto.